# Sulzbach-Laufen
Sulzbach-Laufen – miejscowość i gmina w Niemczech, w kraju związkowym Badenia-Wirtembergia, w rejencji Stuttgart, w regionie Heilbronn-Franken, w powiecie Schwäbisch Hall, wchodzi w skład związku gmin Limpurger Land. Leży nad rzeką Kocher, ok. 20 km na południowy wschód od Schwäbisch Hall, przy drodze krajowej B19 i linii kolejowej Untergöngingen–Gaildorf.

## Współpraca
Miejscowość partnerska:
- Eibau, Saksonia